# Піски (Покровський район)
Пі́ски — селище в Україні, у Очеретинській селищній громаді Покровського району Донецької області. Постійне населення на 2019 рік становило 9 осіб, які проживають у шести сім'ях.

## Загальні відомості
Відстань до м. Ясинуватої становить близько 20 км і проходить автошляхом місцевого значення.
Землі селища межують із територією Донецької міської громади Донецького району Донецької області.
На території селища розташований Донецький інститут агропромислового виробництва. Також неподалік є заказник Балка Водяна.

## Назва
За однією з версій, походить від родовища пісків, яке було тут знайдене, та кар'єру, який згодом почав тут працювати.

## Герб
У верхньому полі два срібних голуби, як символ миру, чистоти, милосердя. Поверх покладено золотий пшеничний колос, який супроводжується внизу книгою.

## Війна на сході України
21 липня 2014 року сили антитерористичної операції перекрили постачання зброї та боєприпасів бойовикам у Луганськ і взяли під контроль передмістя Донецька — селище Піски, володіння яким убезпечує Карлівське водосховище та тили оборонців Донецького аеропорту.
5 листопада поблизу Пісків відбулися бойові зіткнення українських військ і диверсійно-розвідувальних груп терористів; одна група бойовиків знищена, іще дві були розбиті, кілька бойовиків застрелені. Запеклі оборонні бої тривали в селищі й у перші дні січня. Станом на початок січня 2015 у селищі лишалося 130 жителів.
Кінцем 2014 та у 2015 році продовжилися запеклі бої між українськими силами та російсько-терористичними угрупуваннями 
Зокрема, сильно постраждало від обстрілів з артилерії та реактивних систем залпового вогню проросійських бойовиків протягом ночі з 16 на 17 січня 2015 року.
У серпні 2019 року вперше від початку війни у селищі почали капітальний ремонт 7 будинків, в яких досі живуть люди. Аби провести ремонтні роботи, українській владі та окупаційній владі так званої «ДНР» вдалося домовитися про режим тиші на 20 днів.
Бої за Піски відновилися від початку повномасштабного вторгнення. ЗСУ довго обороняли територію селища Піски, але від 23 жовтня 2022 року Піски повністю контролюються окупантами.

## Населення
Згідно з переписом УРСР 1989 року чисельність наявного населення селища становила 2595 осіб, з яких 1182 чоловіки та 1413 жінок.
За даними перепису 2001 року населення селища становило 2160 осіб, із них 21,94 % зазначили рідною мову українську, 77,41 %— російську та 0,05 %— болгарську мову.
27 серпня 2015 року через війну з російсько-терористичними підрозділами з Пісків евакуювали чотирнадцятьох жителів; в селищі залишилося шість осіб постійних мешканців — доповідь спеціальної моніторингової місії Організації з безпеки і співробітництва в Європі.

## Персоналії
- Саранчук Віктор Іванович — український вчений у галузі вугільних технологій, доктор технічних наук, професор, член НТШ.